# Дунчжоу
Дунчжо́у (кит. упр. 东洲, пиньинь Dōngzhōu) — район городского подчинения городского округа Фушунь провинции Ляонин (КНР).

## История
В 1948 году был образован район Дунъань (东安区). В 1949 году он был переименован в Дунчжоу. В 1958 году район Дунчжоу был переименован в Лоутянь (露天区). В 1999 году район Лоутянь вновь получил название Дунчжоу.

## Административное деление
Район Дунчжоу делится на 12 уличных комитетов и 2 волости.

## Соседние административные единицы
Район Дунчжоу граничит со следующими административными единицами:
- Район Шуньчэн (на севере)
- Район Синьфу (на северо-западе)
- Район Ванхуа (на западе)
- Уезд Фушунь (на востоке и юге)

## Достопримечательности
- Могила Чжан Цзолиня